# 普莱万
普莱万（法語：Plévin，法語發音：[plevɛ̃]）是法国阿摩尔滨海省的一个市镇，位于该省西南部，属于甘冈区。

## 地理
普莱万（48°13'35"N, 3°30'19"W）面积27.36 平方千米，位于法国布列塔尼大區阿摩尔滨海省，该省份为法国西北部沿海省份，位于布列塔尼半岛北部，北濒大西洋英吉利海峡，西接菲尼斯泰尔省，南至莫尔比昂省，东临伊勒-维莱讷省。
与普莱万接壤的市镇（或旧市镇、城区）包括：朗戈内、勒穆斯图瓦尔、波勒、特雷奥冈、卡赖普卢盖尔、莫特雷夫。

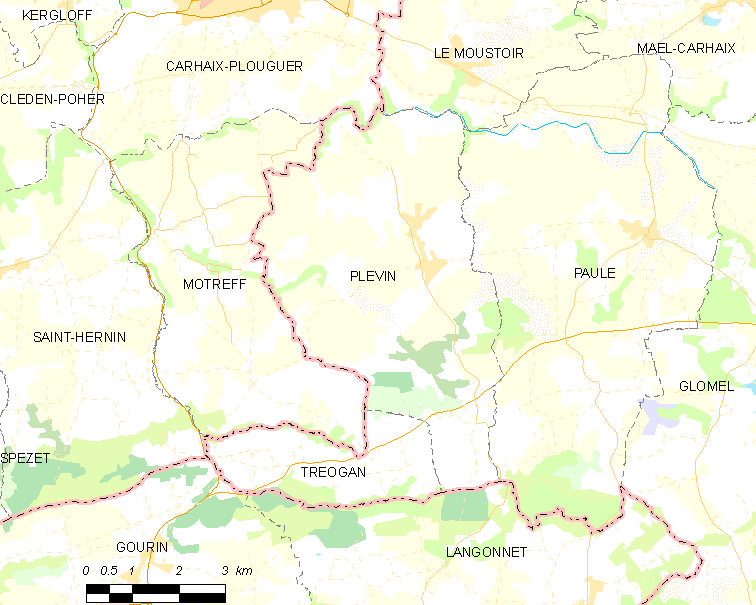
普莱万的OSM定位图

普莱万的时区为UTC+01:00、UTC+02:00（夏令时）。

## 行政
普莱万的邮政编码为22340，INSEE市镇编码为22202。

## 政治
普莱万所属的省级选区为罗斯特勒南县。

## 人口

1962-2008年间普莱万人口变化图示

普莱万于2022年1月1日时的人口数量为754人。